# Energosuchus
Energosuchus (nombre que significa "cocodrilo activo" en griego) es un género extinto de reptil rauisuquio. Sus fósiles se han encontrado en la parte superior de la Formación Karyomayol y la inferior de la Formación Synya que afloran a lo largo de los bancos del río Bolshaya Synya en la región de Timan-Norte de los Urales en el norte de la Rusia europea, así como en la Formación Bukobay en la parte sur de Bashkortostan en el sur de los Urales en la Rusia europea. Ambas localidades datan de la etapa del Ladiniense del Triásico Medio.